# Зубово (Износковский район)
Зу́бово — деревня в Износковском районе Калужской области Российской Федерации.
Входит в состав сельского поселения «Село Износки».

## Физико-географическое положение
Расположено на Смоленско-Московской возвышенности, в ~ 80-ти километрах от областного центра — города Калуги, и в ~6 км от районного центра — села Износки. Ближайшие населённые пункты: село Износки (~ 6 км), деревня Волынцы (~ 4,0 км). Деревня стоит на дороге Износки — Шанский Завод — Михали. Через Зубово протекает река Желонья.

## Этимология
Название деревни происходит от некалендарного имени «Зуб».

## История
В конце XVIII века на месте деревни Зубово стоял  погост Желонья с деревянной церковью Николая Чудотворца  и деревня Костино Анны Кирилловны Васильчиковой.
В XIX веке Зубово — казённая деревня, Желонья(Желанье) —  духовное село, Костино — владельческая деревня.

### XX век
В 20-х годах Зубово относилось к Износковской волости Медынского уезда.
Великая Отечественная война
сокращения: А — армия, ап — артиллерийский полк, сд — стрелковая дивизия, сп — стрелковый полк

### 1942 год
22 января в 18:00 1136 сп 338 сд сосредоточился  в Зубово и Меленьтево. В 21:00 1288 сп 113 сд выступил из Зубово в направлении Износки.
29 января, во второй половине дня части 222 сд были атакованы на марше пулемётным и миномётным огнём противника в районе Зубово. В ночь на 30 января 457 и 479 сп атаковали Зубово, Костино и Войново и полностью уничтожили противника в Зубово.
30 января 479 сп 222 сд с 7:30 утра ведёт наступление из рощи д. Зубово. В районе Зубово стоит резерв командира дивизии — 774 сп. В оперативной сводке отмечаются сильные снежные заносы, пробки на дорогах, трудности в продвижении артиллерии и продовольствия.
31 января 474 сп остаётся в резерве комдива и стоит в Зубово. Рота химической защиты и заградбатальон 222 сд занимают оборону в северной части деревни.
02 февраля Костино и Войново по-прежнему заняты противником. 479 сп при штурме школы Войново, где немцы содержали раненых, подожгли её зажигательными пулями. Авиация немцев обстреливает пулемётным огнём участок дороги Волынцы—Зубово—Износки.
04 февраля лёгкий бомбардировщик сбросил две бомбы на северной окраине Зубово. Жертв среди частей 222 сд не было.
08 февраля, после освобождения ряда населённых пунктов в районе Зубово, 222 сд выдвигается дальше на запад, в направлении Износок, обходя их с севера. В Зубово подтягивается артиллерия 222 сд. При отступлении враг сжигает и минирует дома, дороги, устраивает завалы.

## Памятники — монументы
В братской могиле захоронены останки 391 советских солдат и офицеров, погибших в боях с оккупантами на территории Износковского района. В 1950-х годах сюда были перенесены останки бойцов и командиров из братских могил в деревнях: Войново, Волынцы, Костино, Мосейково, Остролучье, Терюхино, Черемошня, Юрьево.
В 1957 г. на могильном холме поставлен памятник: скульптуры воина и женщины. У основания постамента размещена памятная плита с надписью: «Вечная слава героям, павшим за Родину. 1941—1945».
Среди погибших бойцы 93, 110, 160, 222-й, стрелковых дивизий 33-й армии Ефремова и 43-й армии Голубева.